# Deloneura millari
Deloneura millari är en fjärilsart som beskrevs av Henry Trimen 1906. Deloneura millari ingår i släktet Deloneura och familjen juvelvingar. Inga underarter finns listade i Catalogue of Life.